# Казале Сант'Антонио-Еуропа (Лоди)
Казале Сант'Антонио-Еуропа је насеље у Италији у округу Лоди, региону Ломбардија.
Према процени из 2011. у насељу је живело 283 становника. Насеље се налази на надморској висини од 77 м.